# Rossinyol
|  | Per a altres significats, vegeu «rossinyol (desambiguació)». |

El rossinyol comú o rossinyol (Luscinia megarhynchos) és una espècie d'ocell de la família dels muscicàpids (Muscicapidae). Es tracta d'un ocell emblemàtic dins els ocells cantaires. Amida uns 16 cm de longitud i té un color marronós excepte en la cua que és vermellosa. Hi ha poc dimorfisme sexual. S'alimenta d'insectes que caça a terra i a la tardor també de fruits.
És un ocell migratori (passa l'hivern a l'Àfrica) amb una distribució europea (Europa central i del sud) i de l'Àsia dels sud-oest. A Catalunya és molt freqüent a gairebé tot el territori quan està de pas. Els mascles fan la migració de primavera uns dies abans que les femelles, i tornen al mateix territori de l'any anterior, on sovint s'aparellen amb la mateixa femella. Acostumen a cantar sobretot cap al tard i durant la nit, però també de dia, a la primavera, i és difícil veure'ls.
Es troba on hi ha bardisses i matolls, dintre de les quals fa el niu, pel que és més freqüent als espais més o menys oberts, amb bardisses i tanques o boscos galeria que no pas als boscos.

## Etimologia
Del llatí vulgar * rusciniŏlu, variant de * lusciniŏlu, diminutiu de luscinĭa (des d'Horaci), o luscinius (des de Fedre) amb el mateix significat. El canvi de l- en r-, ja documentat en les glosses d'Épinal (segle VII), és un fenomen de dissimilació de líquides.
Hi ha constància de l'ús d'aquest terme com a cognom des de l'any 1093, i només fins al segle XV el cognom Rossinyol ja es troba en diversos documents del 1284, 1360, 1363, 1388 i 1389. També s'usa com a cognom, com en el cas de Santiago Rusiñol.
Una rossinyola és una noia eixerida.

## Subespècies
- Rossinyol occidental ( L. m. megarhynchos ) – Europa occidental, Àfrica del Nord i Àsia Menor, hiverna a l'Àfrica tropical
- Rossinyol caucàsic ( L. m. africana ) – des del Caucas i l'est de Turquia fins al sud-oest de l'Iran i l'Iraq, hivernant a l'Àfrica oriental
- Rossinyol oriental ( L. m. golzii ) – des del mar d'Aral fins a Mongòlia, hivernant a la costa oriental d'Àfrica

## Descripció

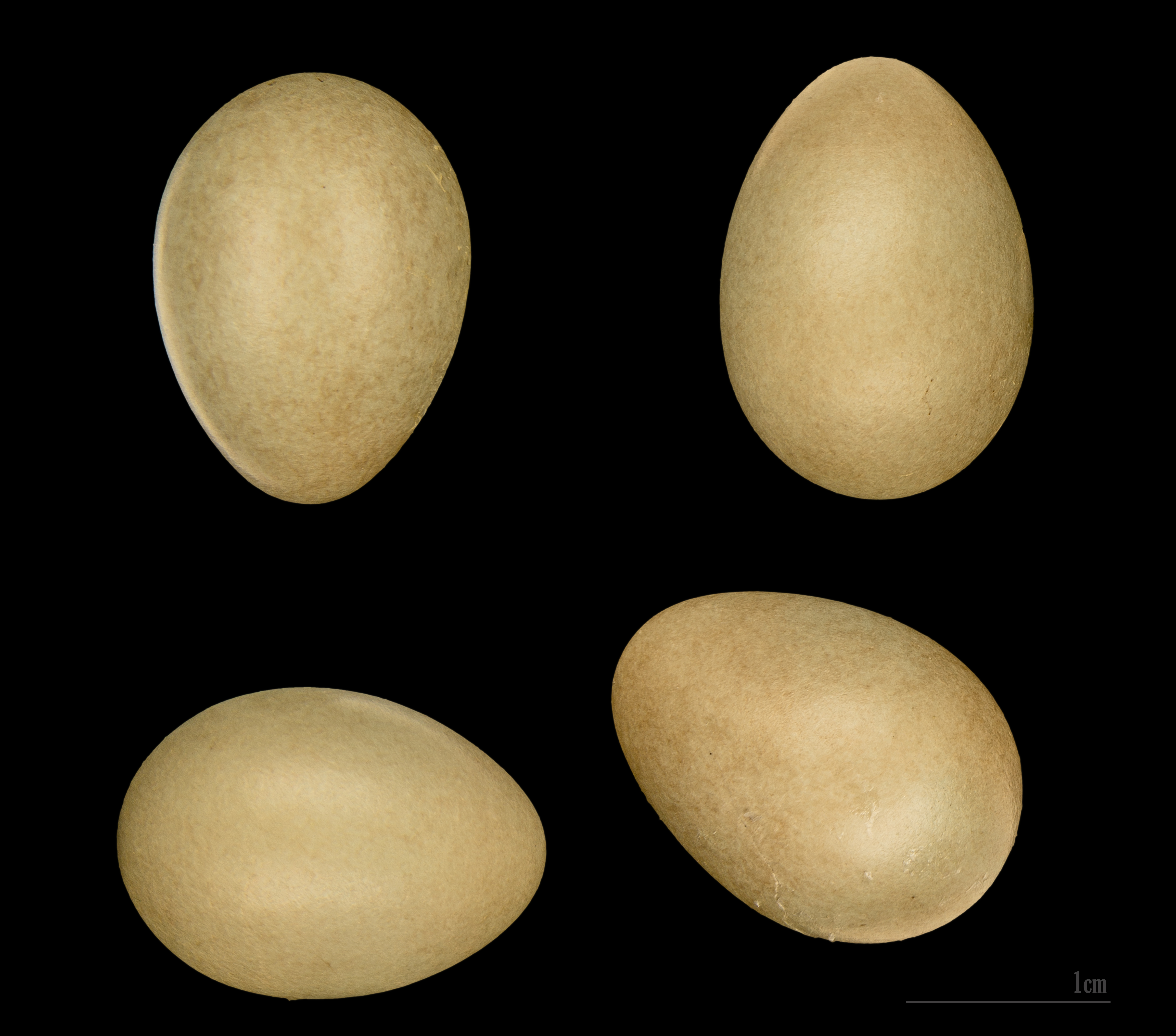
Luscinia megarhynchos

El rossinyol comú és lleugerament més gran que el pit-roig europeu, amb 15–16.5 cm (5.9–6.5 in) de longitud. És de color marró clar, excepte per la cua vermellosa. És de color entre beix i blanc per sota. Els sexes són similars. La subespècie oriental ( L. m. golzi ) i la subespècie caucàsica ( L. m. africana ) tenen les parts superiors més pàl·lides i un patró facial més fort, incloent-hi un supercili pàl·lid. El cant del rossinyol mascle ha estat descrit com un dels sons més bells de la natura, que ha inspirat cançons, contes de fades, òperes, llibres i molta poesia. No obstant això, històricament la majoria de la gent no era conscient que les femelles rossinyols no canten.

## Distribució i hàbitat
És una espècie insectívora migratòria que cria en boscos i matolls a Europa i al Paleàrtic, i hiverna a l'Àfrica subsahariana. No es troba de manera natural a les Amèriques. La distribució és més meridional que la del rossinyol tord ( Luscinia luscinia ), una espècie molt estretament relacionada. Fa el niu a terra o a prop del terra en vegetació densa. Una investigació a Alemanya va descobrir que l'hàbitat de cria preferit dels rossinyols estava definit per diversos factors geogràfics.
- menys de 400 m (1,300 ft) sobre el nivell mitjà del mar
- temperatura mitjana de l'aire durant la temporada de creixement superior a 14 °C (57 °F)
- més de 20 dies a l'any en què les temperatures superen 25 °C (77 °F)
- precipitació anual inferior a 750 mil·limetres (30 in)
- índex d'aridesa inferior a 0,35
- sense dosser arbori tancat

Al Regne Unit, l'ocell es troba al límit nord de la seva àrea de distribució, que s'ha reduït en els darrers anys, cosa que el situa a la llista vermella per a la conservació. Malgrat els esforços locals per salvaguardar el seu hàbitat preferit de matolls i arbredes, el nombre d'espècies va disminuir un 53% entre 1995 i 2008. Un estudi realitzat pel British Trust for Ornithology el 2012 i el 2013 va registrar uns 3.300 territoris, la majoria dels quals es trobaven en uns quants comtats del sud-est d'Anglaterra, en particular Kent, Essex, Suffolk i East i West Sussex.
En canvi, la població reproductora europea s'estima entre 3,2 i 7 milions de parelles, cosa que li dona l'estatus de conservació verda ( menys preocupant ).

## Comportament i ecologia
Els primers escriptors que van utilitzar aquest ocell en les seves composicions en motiu del seu cant assumien que cantava la femella quan en realitat és el mascle. El cant és fort, amb una impressionant gamma de xiulets, trins i gargotegis. Els rossinyols mascles poden produir un nombre variable de tipus de cançons diferents, mentre que diferents ocells individuals poden cantar el mateix tipus de cançó amb petites variacions (entre elles o d'una versió a una altra), cosa que dona com a resultat repertoris de cançons extraordinàriament grans (de mitjana 190 amb un màxim de 250 tipus de cançons diferents). El seu cant és particularment perceptible a la nit perquè pocs altres ocells canten. Només els mascles no aparellats canten regularment a la nit, i el cant nocturn probablement serveix per atraure una parella. Es considera que cantar a l'alba, durant l'hora anterior a la sortida del sol, és important per defensar el territori de l'ocell. Els rossinyols canten encara més fort en entorns urbans o propers a la ciutat, per tal de superar el soroll de fons. El tret més característic del cant és un fort crescendo xiulant que és absent del cant del seu parent proper, el rossinyol tord ( Luscinia luscinia ). Té un crit d'alarma semblant al d'una granota.
L'ocell és hoste del paràsit intestinal acantocèfal Apororhynchus silesiacus.

## Cultura popular

### Mimologies
El cant del rossinyol, considerat com el més bell de tots els cants d'ocells, s'anomena refilar, xericar, xivicar. Diuen que té sis o set cants diferents; això explica que el seu cant sigui interpretat de molt diferents maneres, o sigui, que la gent inventi humorísticament mimologies molt diverses del dit cant en relació amb paraules humanes. Així, hi ha qui dona totes aquestes equivalències del cant del rossinyol: «Per aquí ha passat, per aquí ha passat! Tau tau tau xirivits!»; «La criada del Mas Nou s'ha begut un plat de vi, bo bo bo bo! jo l'he vist!»; «¿Que sembres blat? No en colliràs! no en colliràs!».

### Llegendes
En el Rosselló es conta que un vespre el rossinyol es va adormir damunt un cep; la vidalba, enfilant-se per les sarments, va empresonar els peus de l'ocell i no el deixava volar; les formigues se n'aprofitaren per a picar-li el darrere. El rossinyol no ho ha oblidat, i per això canta tota la nit per no adormir-se, i quan canta diu: «Peu, peu, peu, gara la ridorta! Cul, cul, cul, gara la formiga!» 
Un frare va perdre el sentit del temps atret pel cant d'un rossinyol, motiu pel qual va sortir del monestir. En intentar tornar-hi, va arribar al castell de Sant Oïsme de la Noguera, i havien passat 1000 anys sense adonar-se'n.
Una llegenda bretona exposa que un marit va demanar explicacions a la seva muller de per quin motiu es llevava de nit. Li va dir que era pel cant del rossinyol. El marit va fer capturar el rossinyol al jardiner. "Ja no ens podrem veure al clar de lluna", va lamentar l'amant.
A la Selva Negra s'explica que l'origen de les fonts és una llegenda que explica que un rei molt bo estava protegit per una fada, perquè aquest en una ocasió li havia salvat la vida quan estava en forma de rossinyol. El cas és que el fill del rei tenia molt mala salut, i la fada, en forma de dona pobra, li va dir que quan es trobés deixondit havia de demanar al rossinyol que cantés, brollaria una font i si la bevia de seguida es referia. Així va quedar la Selva Negra plena de fonts.

### Refranys i poesies
Refrany «El rossinyol, gàbia no vol»: es diu perquè aquest ocell no resisteix la captivitat.
Cerverí de Girona, Apel·les Mestres i Frederic Soler, entre molts altres poetes, li han dedicat poemes.

### Balls i cançons
En les cançons, acostuma a ser missatger d'enamorats.
En el folklore català és molt coneguda la cançó El rossinyol que entre altres va ser cantada per Joan Manuel Serrat i per Joan Baez.
El Ball del rossinyol: varietat del ball pla, ballat al so de la cançó del rossinyol:
«Ball rodó, 
Caterineta Caterineta, 
ball rodó, 
Caterineta Caterinó; 
una guixa i un fesol, 
ballarem lo
rossinyol; 
a les portes de Maria, 
cantarem l'Avemaria»